# Noida-Greater-Noida-Linie
| Spurweite: | 1435 mm (Normalspur) |                                                      |                                             |
| |                      |                                                      |                                             |
| \| \| \| geplante Verlängerung nach Knowledge Park V \| \| \| \| Noida Sector 51 Metro Delhi Blau/Linie 3 \| \| \| \| Noida Sector 50 \| \| \| \| Noida Sector 76 \| \| \| \| Noida Sector 101 \| \| \| \| Noida Sector 81 \| \| \| \| NSEZ \| \| \| \| Noida Sector 83 \| \| \| \| Noida Sector 137 \| \| \| \| Noida Sector 142 geplanter PRT nach Botanical Garden \| \| \| \| Noida Sector 143 \| \| \| \| Noida Sector 144 \| \| \| \| Noida Sector 145 \| \| \| \| Noida Sector 146 \| \| \| \| Noida Sector 147 \| \| \| \| Noida Sector 148 \| \| \| \| geplant nach Noida Int. Airport \| \| \| \| Knowledge Park II \| \| \| \| Pari Chowk \| \| \| \| ALPHA 1 \| \| \| \| DELTA 1 \| \| \| \| GNIDA Office \| \| \| \| geplant nach Noida Sektor 51 \| \| \| \| Depot Station \| \| \| \| Betriebswerk und Zugdepot \| \| \| \| Abstellanlage \| |                      |                                                      |                                             |
| U-Bahn-Strecke von halbrechts · U-Bahn-Strecke von links (außer Betrieb) · U-Bahn-Strecke quer (außer Betrieb) |                      | geplante Verlängerung nach Knowledge Park V          | geplante Verlängerung nach Knowledge Park V |
| |                      | Noida Sector 51 Metro Delhi Blau/Linie 3             |                                             |
| U-Bahn-Strecke nach halbrechts · U-Bahn-Haltepunkt / Haltestelle |                      | Noida Sector 50                                      | Noida Sector 50                             |
| U-Bahn-Haltepunkt / Haltestelle |                      | Noida Sector 76                                      | Noida Sector 76                             |
| U-Bahn-Haltepunkt / Haltestelle |                      | Noida Sector 101                                     | Noida Sector 101                            |
| U-Bahn-Haltepunkt / Haltestelle |                      | Noida Sector 81                                      | Noida Sector 81                             |
| U-Bahn-Haltepunkt / Haltestelle |                      | NSEZ                                                 | NSEZ                                        |
| U-Bahn-Haltepunkt / Haltestelle |                      | Noida Sector 83                                      | Noida Sector 83                             |
| U-Bahn-Strecke von halbrechts (außer Betrieb) · U-Bahn-Haltepunkt / Haltestelle |                      | Noida Sector 137                                     | Noida Sector 137                            |
| |                      | Noida Sector 142 geplanter PRT nach Botanical Garden |                                             |
| U-Bahn-Haltepunkt / Haltestelle |                      | Noida Sector 143                                     | Noida Sector 143                            |
| U-Bahn-Haltepunkt / Haltestelle |                      | Noida Sector 144                                     | Noida Sector 144                            |
| U-Bahn-Haltepunkt / Haltestelle |                      | Noida Sector 145                                     | Noida Sector 145                            |
| U-Bahn-Haltepunkt / Haltestelle |                      | Noida Sector 146                                     | Noida Sector 146                            |
| U-Bahn-Haltepunkt / Haltestelle |                      | Noida Sector 147                                     | Noida Sector 147                            |
| U-Bahn-Bahnhof |                      | Noida Sector 148                                     | Noida Sector 148                            |
| U-Bahn-Strecke von links (außer Betrieb) · U-Bahn-Abzweig geradeaus und ehemals nach rechts |                      | geplant nach Noida Int. Airport                      | geplant nach Noida Int. Airport             |
| U-Bahn-Strecke nach halbrechts (außer Betrieb) · U-Bahn-Haltepunkt / Haltestelle |                      | Knowledge Park II                                    | Knowledge Park II                           |
| U-Bahn-Haltepunkt / Haltestelle |                      | Pari Chowk                                           | Pari Chowk                                  |
| U-Bahn-Haltepunkt / Haltestelle |                      | ALPHA 1                                              | ALPHA 1                                     |
| U-Bahn-Haltepunkt / Haltestelle |                      | DELTA 1                                              | DELTA 1                                     |
| U-Bahn-Haltepunkt / Haltestelle |                      | GNIDA Office                                         | GNIDA Office                                |
| U-Bahn-Abzweig geradeaus und ehemals von links · U-Bahn-Strecke quer (außer Betrieb) |                      | geplant nach Noida Sektor 51                         | geplant nach Noida Sektor 51                |
| U-Bahn-Bahnhof |                      | Depot Station                                        | Depot Station                               |
| U-Bahn-Betriebs-/Güterbahnhof Streckenanfang und quer · U-Bahn-Abzweig geradeaus und nach rechts |                      | Betriebswerk und Zugdepot                            | Betriebswerk und Zugdepot                   |
| U-Bahn-Betriebsstelle Ende Hochstrecke |                      | Abstellanlage                                        | Abstellanlage                               |

Streckenverlauf

Die Noida-Greater-Noida-Linie, auch Aqua-Linie, ist eine Metrolinie im Großraum von Indiens Hauptstadt Delhi. Als einzige Linie der Metro Noida verbindet sie seit Januar 2019 die Zwillingsstädte Noida und Greater Noida im  Bundesstaat Uttar Pradesh. Über eine Fußgängerbrücke zwischen den Stationen Noida Sector 52 und Noida Sector 51 kann zum Netz der Metro Delhi umgestiegen werden.
Die Linie wird nicht wie die U-Bahnlinien Delhis von der Delhi Metro Rail Corporation (DMRC) betrieben, sondern von der separaten Noida Metro Rail Corporation. Die Linie trägt auch den Namen „Aqua-Linie“, da eine Farbbezeichnung für die Linien im Großraum Delhi üblich ist. Die Streckenlänge umfasst 29,7 Kilometer. Die Linie wurde am 25. Januar 2019 eröffnet.
Die Aqua-Linie wird mit einem CBTC-System von Hitachi Rail betrieben.

## Geschichte
Die Bundesstaatsregierung von Uttar Pradesh hat den Bau dieser Linie im Oktober 2014 beschlossen. Der Beschluss umfasste auch die Verlängerung der Linie 3 der Metro Dehi, um Anschluss an die Aqua Linie zu gewährleisten. Die Bauarbeiten starteten im Oktober 2015 und sollten bis März 2017 abgeschlossen werden. Während des Baus gab es nur wenige Verzögerungen, so dass die Bauarbeiten an der Errichtung der Hochbahnstrecke im Juli 2017 abgeschlossen werden konnten. Die ersten Wagen wurden allerdings erst im Dezember 2017 angeliefert, so dass Testfahrten dann Ende Dezember aufgenommen werden konnten. Schwierigkeiten bereitete noch die Stromversorgung der Strecke.
Anfang Januar 2018 waren 90 Prozent der Gleise verlegt und 80 Prozent der Arbeiten an den elektrischen und mechanischen Anlagen erledigt. Die Arbeiten an Signalanlagen waren zu 65 Prozent fertig gestellt. Zuletzt gab es eine Verzögerung in der Stromversorgung der Metrolinie. Diese sollte ursprünglich bereits zum Dezember 2017 hergestellt sein, konnte aber erst Anfang März 2018 fertig gestellt werden. Seither versorgt ein 400-Kilovolt-Anschluss im Sektor 148 die Metrostrecke. Damit konnten ab April 2018 die Testfahrten auf der gesamten Strecke beginnen. Die Eröffnung war ursprünglich für die zweite Jahreshälfte 2018 geplant. Für die Erstaufnahme des Betriebs wären 11 Züge notwendig gewesen, davon wurden bis März 2018 lediglich drei geliefert. Insgesamt wurden 19 Züge bestellt. Weitere drei Züge sind im Juni 2018 geliefert worden. Damit wurden Testfahrten über die gesamte Strecke durchgeführt, die sich über zwei Monate hinzogen. Die Eröffnung erfolgte am 25. Januar 2019 durch den Ministerpräsidenten von Uttar Pradesh, Yogi Adityanath.
Die geplante Fußgängerbrücke von der Station Noida Sector 51 zur Linie 3 der Metro Delhi wurde erst im Laufe von 2019 gebaut. Vor der Realisierung musste zunächst die Gewerbefläche zwischen den beiden Stationen geplant werden, bevor der Verlauf und die Ausführung des Übergangs festgesetzt werden konnten. Außerdem musste die Station Noida Sector 52 der Linie 3 zunächst abgenommen werden. Somit erfolgte der Baubeginn erst zu Beginn des Jahres 2019, die Eröffnung des Fußwegübergangs erfolgte nach der Einweihung der Verlängerung der Linie 3 (Blaue Linie) der Metro Delhi im März 2019.

## Betrieb

### Fahrscheine
Für die Benutzung der Aqua-Linie ist ein separates Ticketsystem geplant, das nicht mit den Travel-Cards bzw. Metro-Cards der Metro Delhi kompatibel sein wird. Die Noida Metro Rail Company (NMRC) gibt dazu eine offene Bezahlkarte aus, die auch für die Benutzung anderer öffentlicher Verkehrsmittel wie Busse und Taxis in Noida einsetzbar ist. Ebenso sollen auch Geschäfte in Noida die Karte zur Bezahlung akzeptieren. Dies wird durch die geänderte Gesetzgebung in Indien gefordert, die für die Bezahlsysteme der Metro ein regional einheitliches System für den ÖPNV und kleine Geschäfte vorsieht. Da die Metro Delhi das ihr bestehendes System nicht an die neuen Anforderungen für Noida umgestalten möchte, wird die ÖPNV-Karte der Delhi Metro für Noida nicht ingetriert werden. Daher wird es auch keinen einheitlichen und übergreifenden Tarif für die gemeinsame Nutzung der Metro von Noida bis Delhi geben.
Für Einzelfahrten wird es im Gegensatz zur Metro Delhi keine Token, sondern Papiertickets mit Barcodes geben.
Der Preis für die Fahrt liegt zwischen 9 und 50 INR je nach Entfernung. Für die Benutzung der Bezahlkarte gibt es zusätzlich einen Rabatt auf den Fahrpreis.